# 楊賜
楊 賜（よう し、? - 185年11月4日）は、後漢の驃騎将軍・司空。臨晋文烈侯。字は伯献。本貫は弘農郡華陰県。

## 生涯
「四世三公」や「四世太尉」として著名な弘農楊氏の出である。楊賜は祖父の楊震・父の楊秉・子の楊彪と同じく三公に至っている。また霊帝時代の国三老（郡国の国ではなく漢の三老、時期は異なるが、霊帝の時代では袁逢と楊賜の2人が三老）で、同時代最も影響力のある官僚の一人だった。霊帝の侍講になったことがあり、また楊氏ではじめて封爵された人物でもある。
太尉楊秉の長男にあたり、若いころから家学の「欧陽尚書」を授けられた。大将軍梁冀に辟召されるが父同様、梁冀を嫌っていた事から陳倉県令に除任された。陳倉県令に就くことなく、公府の辟召や、徴辟を悉く受けなかった。その後、司空府に辟召され、その掾属となり、高第に挙げられ侍御史となり、侍中・越騎校尉を歴任した。
その後、霊帝が立つと沛国桓氏の教授していた「欧陽尚書」に通じている者として三公に選ばれ、霊帝の侍講となった。霊帝の初めには少府・光禄勲など九卿（大臣）の職に遷り、同世代で婚姻関係があり、政治的にも路線が同じだった袁逢・袁隗等と朝廷に於いて影響力を発揮しつつあった。
その後、司空・司徒・太尉を歴任し、三公を策免された際は、光禄大夫などの職にあったが、秩石は中二千石(光禄大夫の本来の秩石は比二千石)であり、特別待遇を受けていた。九卿の頃、党錮があったが、これには連座していない。
ひところ言われた党錮に連座した者が「清流」で、朝廷に残ったものは「濁流」という発想は近年、批判対象となることが多くなった。霊帝時代の三公に言える特徴だが、前代の宰相大臣と同じく「名臣」と称されている者が、必ずしも党錮に坐した者と共通の利害があったわけではない。ただし、霊帝時期の「名臣」は党錮で巻添えをうけた陳寔等の「儒學行義」者に対しては積極的な庇護をおこなっている。
楊賜の場合は、三公にある頃、本来出仕禁止の党人を辟召したことから三公を罷免されている。史料に残っている中で、党錮が解かれていない中で党人を辟召したのは楊賜と袁逢の二人である（陳耽も辟召した可能性がある）。
また蔡邕とともに曹節・王甫を批判した事から、罪に抵てられたが、師傅の恩によって特別に許された。他にも苑囿を築造する際や張角が挙兵する前の討伐など、多く上奏したが、霊帝の政策に反映されることはなかった。前者は嫌っていた鴻都門学出身の楽松の意見を霊帝が鵜呑みにしたため、また後者は上奏文を省みなかったためである。
鴻都門学に対する批判は、政治的に立場が遠い陽球も別に批判しており、士大夫からは評判が悪かった。また張角の問題については、その嫌っていた鴻都門学生を巻き込んで反対したが、今度は宦官によって阻まれる事になった。
張角の挙兵後、楊賜の意見があったことを霊帝が閲覧し、侍講の功とあわせて臨晋侯に封ぜられた。この封爵はあくまで侍講の功というのが重要であったようで、ともに侍講の任にあった劉寛および張済にも封爵するよう上書し、許されている。なお、この侍講の功による封爵ということによって、恩沢侯として扱われ、曹操執政の頃に爵土を奪われている。
中平2年（185年）、また司空となってすぐに薨じた。特進を追贈され、驃騎将軍・司空の印綬が贈られた。後漢後期より印綬追贈がはじまるが、司空印綬の追贈は楊賜のみである。この際の使者は左中郎将の郭儀であった。
霊帝時期、名実ともに影響力が有り、士大夫層からも支持され、儀礼の上でも特別待遇を受けていたのは、この楊賜と袁逢の二人であり、また霊帝時代、印綬が追贈されたのはこの二人のほかは、侍講の任にあった劉寛、張済を含めた四名である（袁逢・劉寛は特進の追贈と車騎将軍印綬、張済は車騎将軍印綬の下賜。袁逢のみ使者の位が判っており、袁逢の場合は五官中郎将。なお文書形式は策書であった。但し策書については、死後追贈の場合、公・孤でなくとも、卿・大夫にも見られる）。
宰相（司空、士大夫では最高のもの）を葬する際の儀礼にのっとり、中謁者陳遂・侍御史馬助・桓典らが取り仕切り、三公九卿尚書三台以下が会葬した。臨晋侯の爵位は楊彪が嗣いだ。